# EverBank Stadium
O EverBank Stadium (anteriormente chamado Jacksonville Municipal Stadium e TIAA Bank Field) é um estádio localizado em Jacksonville, no estado da Flórida, nos Estados Unidos. È a casa do time de futebol americano Jacksonville Jaguars, da NFL. Possui capacidade para 67.814 espectadores.

## História

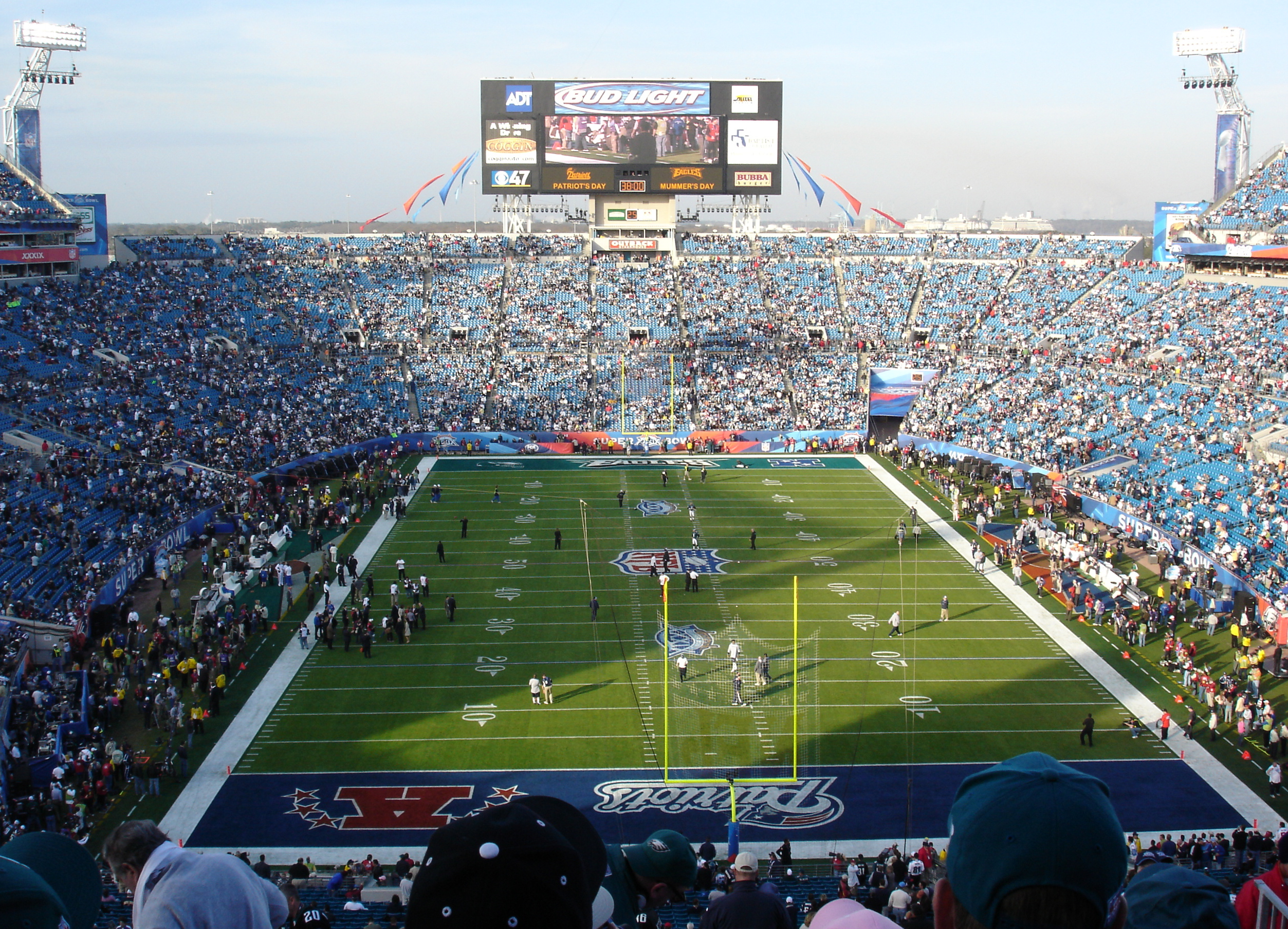
Interior do estádio.

Começou a ser construído em Janeiro de 1994 e foi inaugurado em 18 de Agosto de 1995, como Jacksonville Municipal Stadium, com capacidade para 73.000 torcedores, atualmente pode receber 76.877 torcedores (porém o público médio é de 67.164 pessoas). Pode receber até 84.000 torcedores em jogos de futebol americano universitário.
Em 1997 mudou para Alltel Stadium devido a um contrato de Naming rights com a empresa de telecomunicações Alltel, até 2007 quando o contrato acabou.
Em 2005 recebeu o Super Bowl XXXIX, onde o New England Patriots venceu o Philadelphia Eagles por 24 a 21.